# Samsung DeX

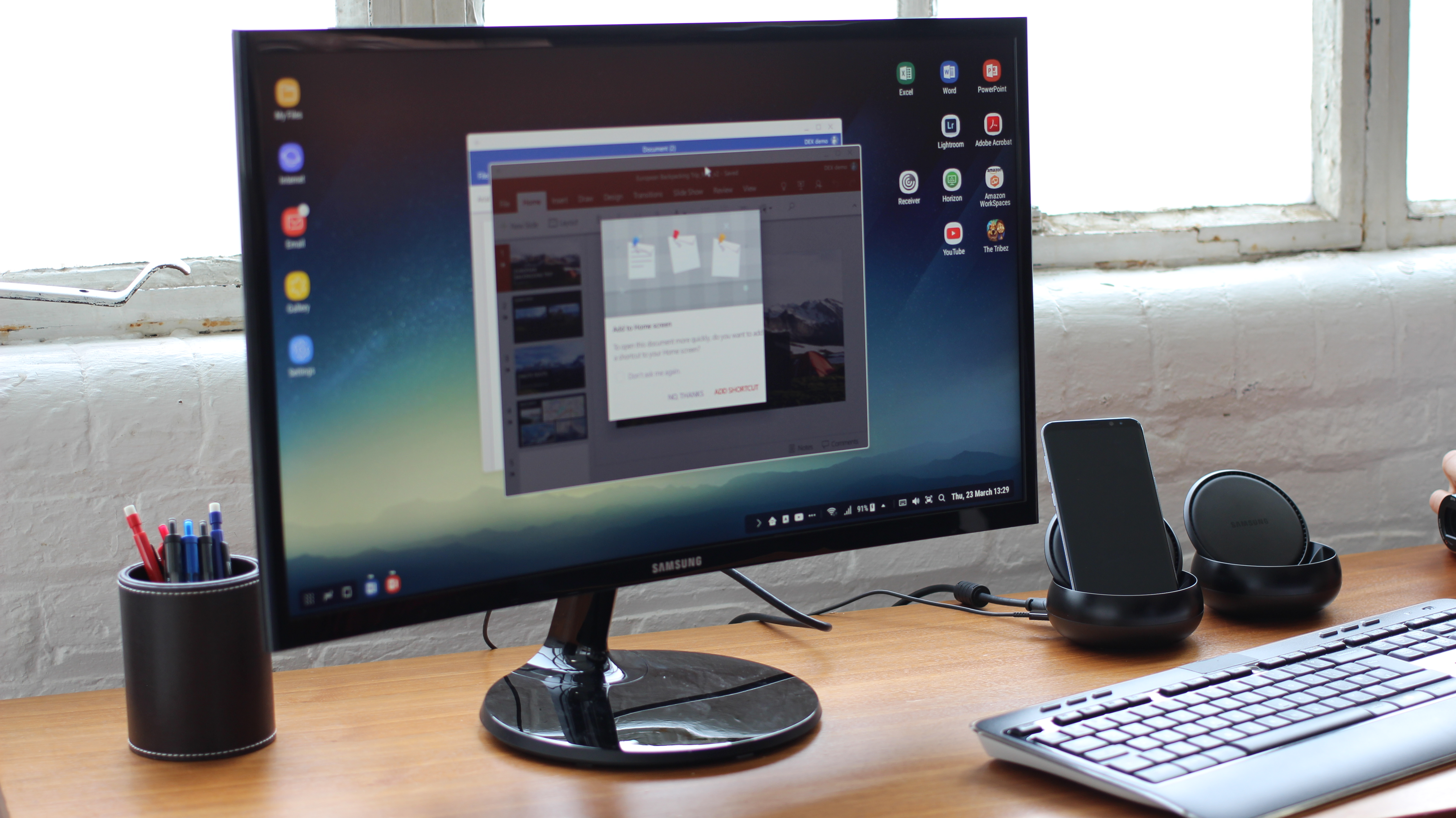
El Samsung Galaxy S8 conectado a la estación de acoplamiento DeX. El monitor está mostrando el PowerPoint y Word Android aplicaciones.

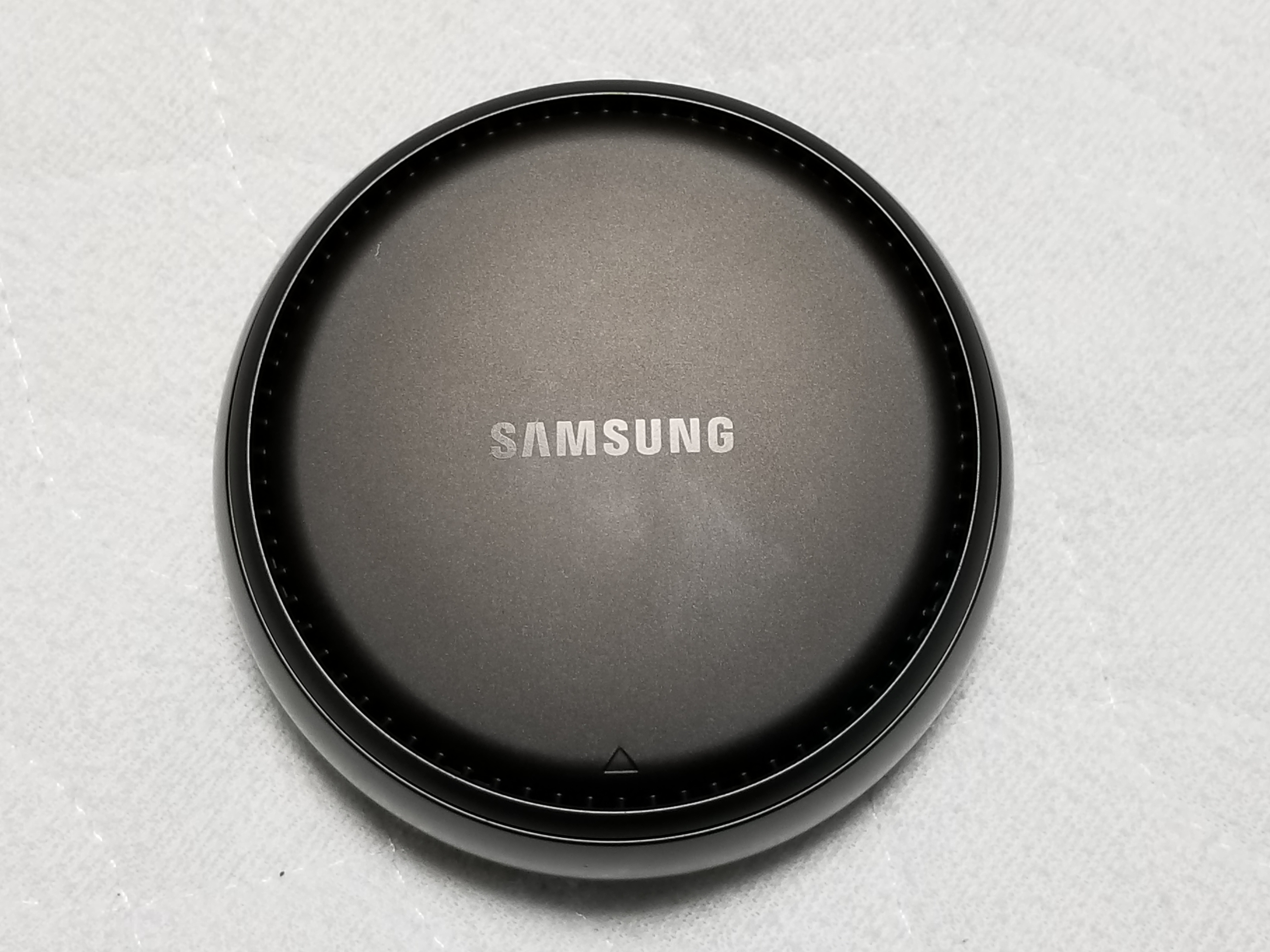
DeX Station.

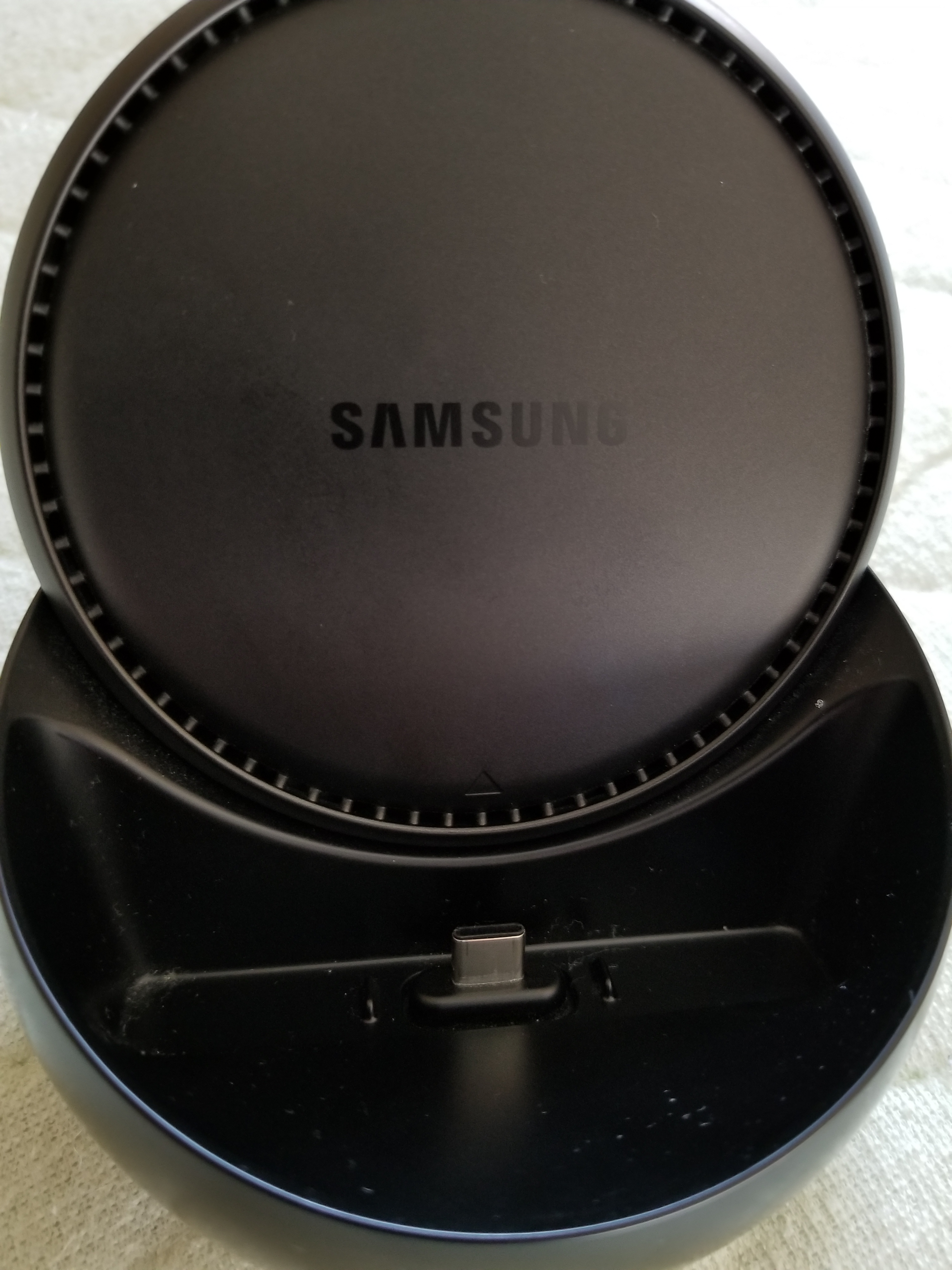
DeX Station cuando se abre.

Samsung DeX es una función incluida en algunos Samsung de gama alta Dispositivo de mano que permite a los usuarios ampliar su dispositivo hasta convertirlo en una experiencia de escritorio conectando un teclado, un ratón y un monitor. El nombre "DeX" es una contracción de "Desktop eXperience".
Samsung incluyó por primera vez la función DeX en Los Galaxy S8 y S8+ de Samsung teléfonos inteligentes, y ha seguido dando soporte a la función en todos sus últimos teléfonos inteligentes insignia, incluyendo el Galaxy S9, S10, S20, Note8, Note9 y la serie Note10 y Note20. El Galaxy A90 5G es el primer teléfono Galaxy A con soporte para DeX. También se ha introducido en varias tabletas de gama alta, incluyendo el Galaxy Tab S4, S5e, Tab S6, Tab 7 y S7 y S9.

## Historia
La versión original de DeX requería el uso de un accesorio de acoplamiento llamado DeX Station. Este proporcionaba un puerto USB-C, ethernet, HDMI 2.0 y dos puertos USB 2.0. Con el lanzamiento del Note 9 en agosto de 2018, Samsung introdujo el adaptador DeX HDMI, el cable y el adaptador multipuerto, eliminando la necesidad de los anteriores accesorios de acoplamiento. Mientras está conectado a una pantalla, el propio dispositivo puede funcionar como un panel táctil o seguir utilizándose de forma habitual mientras DeX está funcionando. Con el Note 10 y Galaxy Fold, DeX ahora puede lanzarse a través de una conexión directa por cable a un ordenador físico utilizando el cable de carga existente, eliminando la necesidad de cualquier accesorio de acoplamiento.
DeX también se ha utilizado en el ámbito de la seguridad pública para sustituir a los ordenadores portátiles de los vehículos.
Samsung también anunció "Linux on Galaxy" (desde entonces rebautizado como "Linux on DeX") que permite el uso de una distribución de Linux compatible en lugar del sistema operativo Android por defecto dando capacidades completas de ordenador personal.
También se puede acceder al DeX Desktop con una app descargable para Windows y Mac OS o a través de accesorios de terceros como el Melopow Dock. Los usuarios pueden conectarse a sus dispositivos móviles con un cable USB.
Los dispositivos Samsung DeX pueden ser gestionados por Samsung Knox (3.3 y superior) para permitir o restringir el acceso utilizando la plataforma Knox para un mayor control y seguridad.
En octubre de 2019 Samsung anunció que Linux en DeX no estará disponible para Android 10 y advirtió a los usuarios que después de la actualización a Android 10 no podrán volver a hacer un downgrade, perdiendo permanentemente la capacidad de utilizar aplicaciones completas de Linux.